# Order Vitéza
Order Vitéza, (węg.) Vitézi Rend – order ustanowiony 10 sierpnia 1920 dekretem nr 6650/1920 przez rząd regenta Węgier admirała Miklósa Horthyego.
Order swoim wyglądem nawiązywał do herbu Węgier i symbolu państwowości węgierskiej, korony świętego Stefana.

## Geneza
Wcześniej za waleczność i zakończone powodzeniem śmiałe czyny wykonane bez rozkazu lub wbrew rozkazowi na terenie Austro-Węgier nadawano Wojskowy Order Marii Teresy.
Po I wojnie światowej, gdy Węgry stały się niepodległym królestwem, nie można było przyznawać tego orderu. Powrócono wówczas do Orderu Vitéza, ustanowionego w 1678 przez Emeryka Thököly'ego (1657-1705), księcia Górnych Węgier (obecnie wschodnia Słowacja) i Siedmiogrodu.

## Atrybuty orderu
Słowo vitéz – (węg.) dzielny, waleczny – pochodzi od południowosłowiańskiego "vitez" = rycerz, kawaler. Tytuł vitéza, który był odpowiednikiem niemieckiego tytułu Ritter, a polskiego kawaler) otrzymywał odznaczony Orderem Vitéza, który stawał się członkiem zakonu rycerskiego Kawalerów Orderu Vitéz. Nadanie orderu wiązało się z prawem do jego noszenia, posługiwania się tytułem oraz nadaniem ziemi: dla oficerów 40 jochów katastralnych (mórg) – co wynosiło 23 ha, pozostali żołnierze i cywile 8 jochów (4,6 ha). Te trzy wyróżniki (order, tytuł i grunt) były dziedziczone przez najstarszych potomków w linii męskiej (pierworodnych synów) po uzyskaniu 17 lat, jeśli fizycznie i psychicznie byli do tego przygotowani. Ci spośród odznaczonych orderem, którzy nosili niewęgierskie nazwiska, madziaryzowali je poprzez dodanie końcówki -y lub -i, lub zmieniali na inne (np. gen. Gustaw Hautzinger zmienił na panieńskie nazwisko matki – Jány).

## Kawalerowie Orderu Vitéza
Pierwszym odznaczonym został wnuk palatyna Węgier, Józefa Antoniego Habsburga, feldmarszałek i arcyksiążę Józef August Habsburg (1872-1962), w 1918 "Homo Regius" (zastępca) króla Karola I, a po upadku Węgierskiej Republiki Rad i restauracji monarchii w sierpniu 1919 pierwszy naczelny dowódca armii węgierskiej. Kolejne ordery otrzymali członkowie rządu tymczasowego utworzonego po stłumieniu rewolucji węgierskiej i upadku Republiki Radzieckiej.
Liczba kawalerów orderu osiągnęła w 1936 16 000 osób, w tym 1800 oficerów.
Po II wojnie światowej order został przekształcony w order domowy węgierskiej (palatyńskiej, po Józefie Antonim) linii dynastii habsbursko-lotaryńskiej i nadawany był na emigracji już nie za waleczność, lecz za zasługi dla Węgier i Habsburgów. Nie wiąże się też z nadaniem majątku ziemskiego. Aktualnie głową Zakonu Orderu Viteza jest pretendent do tronu węgierskiego, arcyksiążę vitéz Józef Árpad Habsburg (ur. 1933), wnuk arcyksięcia Józefa Augusta.